# L.E.S. Artistes

«L.E.S. Artistes» es el segundo sencillo de la artista norteamericana Santigold y, junto con "Creator", el primero tomado de su álbum homónimo Santogold. Se publicó por primera vez el 25 de marzo de 2008.

## Historia
"L.E.S. Artistes" fue escrito después de que Santi White se mudara a Nueva York. El título proviene del Lower East Side neoyorquino. "No es nada francés", declaró la artista en una entrevista con PopJustice. En los premios FNMTV, Santigold dijo que el título quería literalmente decir "Lower East Side Artists" (los Artistas del Lower East Side, en inglés).

## Videoclip
El vídeo musical, dirigido por Nima Nourizadeh, es un homenaje a la película La montaña sagrada. Llamó la atención después de haber sido elogiado por Kanye West en su blog.
El vídeo empieza con Santigold en el bosque cantando sobre un caballo negro, mientras que dos mujeres idénticas con gafas de sol paradas junto a ella hacen poses de cuando en cuando. Esta escena termina con una ligera nieve, que sirve de transición a la siguiente escena en la que se muestra una calle aparentemente pacífica. Santigold deja ir su caballo. La gente muere simultáneamente a su alrededor, pero los elementos violentos son reemplazados: las balas son reemplazadas por balas de paintball, por ejemplo. El vídeo termina con una vista de Santigold sobre su caballo con los ojos cerrados.

## Listas de canciones
- U.S. digital download

1. Creator – 3:32
2. L.E.S. Artistes – 3:43

- U.S. digital EP[3]

1. L.E.S. Artistes – 3:24
2. L.E.S. Artistes (XXXchange Remix) – 4:20
3. L.E.S. Artistes (Switch Remix) – 5:15
4. L.E.S. Artistes (Instrumental) – 3:45

- UK CD single[4] (ATUK078CD)

1. L.E.S. Artistes – 3:24
2. L.E.S. Artistes (Video) – 3:24

- UK 7" vinyl[5] (ATUK078)

1. L.E.S. Artistes – 3:24
2. Your Voice – 4:00

- UK digital EP[6]

1. L.E.S. Artistes (Switch Remix) – 5:15
2. L.E.S. Artistes (XXXchange Remix) – 4:20
3. L.E.S. Artistes (Herve Edit) – 6:08

## Remixes y versiones oficiales
- Original Version — 3:43
- Album Version/Radio Edit — 3:24
- Instrumental — 3:45
- Grahm Zilla Remix — 4:26
- Hervé Edit — 6:08
- Switch Remix — 5:15
- XXXchange Remix — 4:20
- XXXchange Remix feat. Mavado — 3:50 (aparece en Top Ranking)

## Posicionamiento
| Listas (2008)                         | Posición |
| ------------------------------------- | -------- |
| UK Singles Chart                      | 27       |
| U.S. Billboard Hot Modern Rock Tracks | 36       |
| European Hot 100 Singles              | 87       |